# Jacek Jędrzejak
Jacek „Dżej Dżej” Jędrzejak (ur. 22 sierpnia 1963 w Ostrowie Wielkopolskim) – polski basista, wokalista, autor tekstów i kompozytor, członek zespołów Big Cyc i Czarno-Czarni, wcześniej Rokosz. Twórca takich przebojów, jak „Makumba”, „Nogi”, „Berlin Zachodni”, czy piosenki „Nie choruj”, będącej motywem przewodnim serialu Daleko od noszy. Pojawia się w czołówce sitcomu Świat według Kiepskich, śpiewając piosenkę tytułową. W 2017 wraz z zespołem wystąpił gościnnie w 506. odcinku tego serialu. Jest również autorem piosenki „Słoiki” będącej motywem przewodnim serialu paradokumentalnego pod tym samym tytułem.
Ze swymi zespołami nagrał 30 płyt. W styczniu 2021 ukazała się pierwsza solowa płyta muzyka Ósmy dzień tygodnia. Kompozycje i teksty są w całości autorstwa Dżej Dżeja, jedynym zaproszonym gościem na płycie jest syn wykonawcy, Kacper "Kacpersky" Jędrzejak, który śpiewa piosenkę „Sushi”. Producentem płyty i wykonawcą muzyki jest Robert Cichy. W 2024 ukazała się druga płyta solowa Jacka Jędrzejaka Offline.

## Życiorys

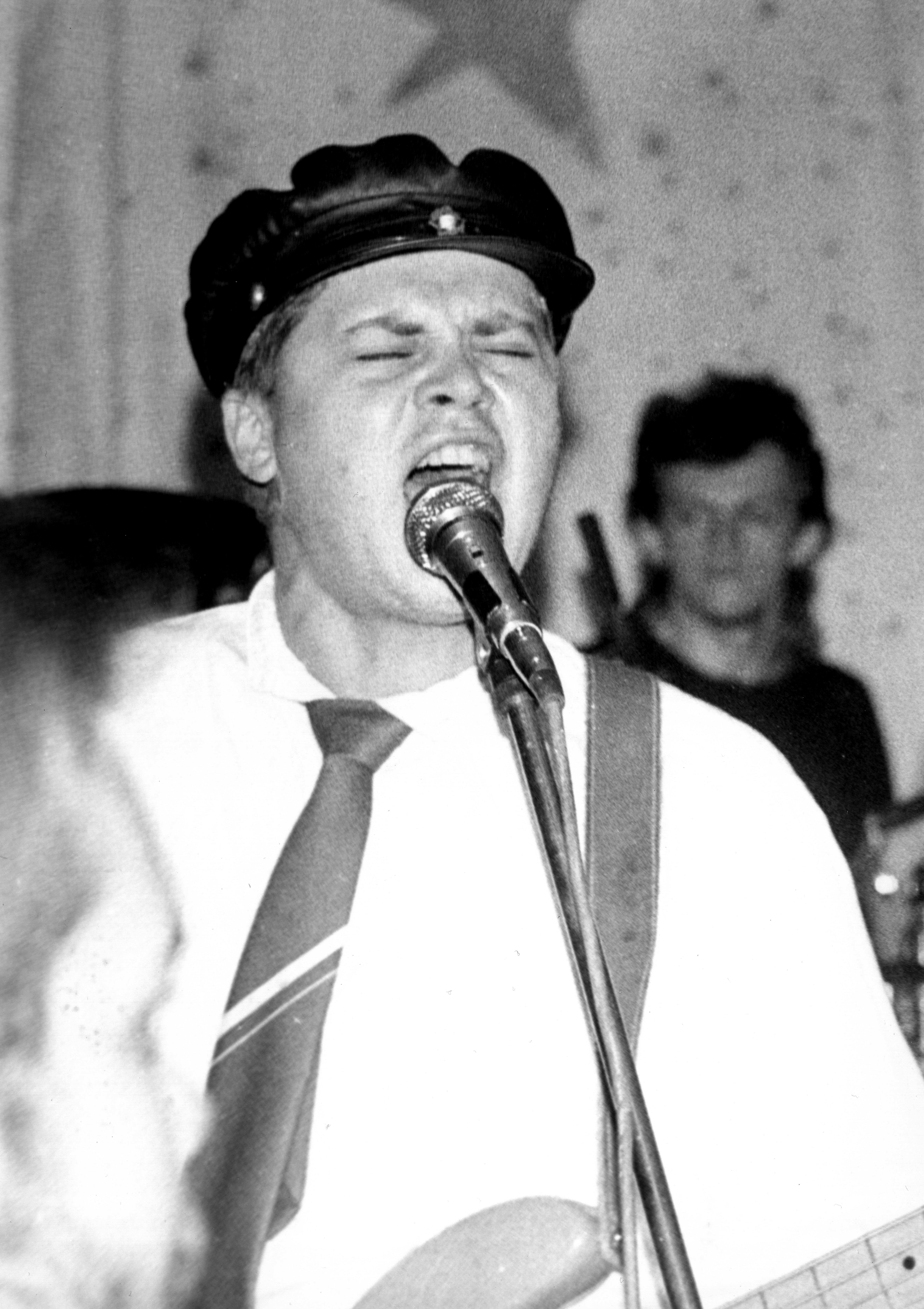
Jacek „Dżej Dżej” Jędrzejak i Jarosław „Dżery” Lis (z tyłu), 1988

Absolwent filologii polskiej Uniwersytetu Łódzkiego (magisterium 1989).
Na początku lat 80. w Ostrowie Wielkopolskim założył zespół rockowy „Współczynnik inteligencji”, w którym grał na gitarze. Grupa istniała 3 lata. Jako basista debiutował w zespole Rokosz w 1984. Jako muzyk Rokosza występuje w filmie Fala – Jarocin ’85. W 1988, wraz z byłymi członkami Rokosza, Jarosławem Lisem, Romanem Lechowiczem oraz Krzysztofem Skibą założył grupę Big Cyc. W 1996 roku współtworzył zespół Czarno-czarni.
Pod koniec lat 80. XX wieku uczestnik happeningów Pomarańczowej Alternatywy w Łodzi. Na początku lat 90. współpracował z programami telewizyjnymi „Lalamido” i „Rock-noc” (TVP2). W tym okresie był zaangażowany także w organizację tras koncertowych alternatywnych zespołów z Zachodniej Europy, m.in. Memento Mori, Immaculate Morals, Perestroika, Ear Damage, Toy Factory, Manicomics.
Zagrał ok. 3000 koncertów, w tym m.in. na Przystanku Woodstock, Festiwalu Muzyków Rockowych w Jarocinie, Krajowym Festiwalu Polskiej Piosenki w Opolu, Sopot Festivalu czy Festiwalu TOPtrendy. Ze swoimi zespołami występował w USA, Kanadzie, Anglii, Szkocji, Irlandii, Niemczech, Austrii, Szwajcarii, Belgii, Holandii, Finlandii, Szwecji i Słowacji.
Był jurorem m.in. na Festiwalu Muzyków Rockowych w Jarocinie, Festiwalu „Rock Time” w Opolu czy Międzyuczelnianym Przeglądzie Kabaretów „Klamka” w Krakowie.
Jest twórcą muzyki do spektaklu teatralnego „Telerodzina”, autorstwa Małgorzaty Kamińskiej-Sobczyk, wystawionego w 2006 przez słupski teatr „Tęcza” oraz współtwórcą piosenek do widowiska „Siedem jest bestii moich, czyli cyrk metafizyczny Wiesława Dymnego”, zrealizowanego w 1998 przez Stary Teatr z Krakowa i TVP. W 2017 r. napisał muzykę, w tym piosenkę tytułową, do filmu Piotrowsky w reż. Marcina Biegańskiego, w którym również wystąpił. Jest autorem piosenek w projekcie Wesoła Załoga zawierającym cykl utworów muzycznych dla dzieci.
Gościnnie współpracował z zespołami: Piersi, Kobranocka, Roan, Memento Mori, Pidżama Porno, Łydka Grubasa. Nagrywał piosenki w duetach z: Maciejem Maleńczukiem („Teczka”), Pawłem Kukizem („Lecę w dół”), K.A.S.Ą. („Homotubisie”), Jerzym Połomskim („Bo z dziewczynami”), Olkiem Klepaczem („Ballada o ścierwojadach”), Marylą Rodowicz („Mam to w nosie” i „Łazik z Tormesu cz.1”), Izabelą Skrybant („Zostaniesz ze mną”), Łydką Grubasa („Była”), 1984 („Rudra”).
Bohater filmu dokumentalnego „Rokędrolowiec” w reż. W. Więckowiaka oraz produkcji telewizyjnych „Big Cyc na poważnie” (TVP2, 1993), „Ostry dyżur” (TVP2, 1996), „X lecie Big Cyca” (TVP2, 1998), „Prywatka u Czarno Czarnych” (TVP2, 1999), „Przed Wami Big Cyc” (TVP2, 2005).
W czerwcu 2024 na 61. Krajowym Festiwalu Polskiej Piosenki w Opolu został wraz z zespołem Big Cyc uhonorowany „SuperJedynką” za całokształt twórczości.

### Działalność pozamuzyczna
Publikował w Gazecie Wyborczej, przez wiele lat prowadził audycję radiową „Radio Big Cyc”.
Od 1998 zaangażowany  w działalność antyrasistowską, a jego utwór znalazł się na pierwszej składance „Muzyka przeciwko rasizmowi”, firmowanej przez Stowarzyszenie „Nigdy Więcej”. W 2013 wspólnie z aktorem Robertem Zawadzkim zorganizował akcję charytatywną „Artyści poszkodowanym w wybuchu gazu w Jankowie Przygodzkim”, podczas której gwiazdy muzyki, filmu i sportu wspierały ofiary eksplozji gazociągu niedaleko Ostrowa Wielkopolskiego.
W listopadzie 2013 nakładem wydawnictwa Bellona ukazała się książka Jacka Jędrzejaka Kontrabas i bumerang, będąca relacją z wyprawy do Australii, Nowej Zelandii, Malezji i Singapuru. W styczniu 2016 oficyna Zysk i S-ka wydała drugą książkę Jacka Jędrzejaka, Z gitarą przez Antyle, dziennik z podróży po Antylach.
W 2019 wraz z zespołem Big Cyc został ambasadorem antysmogowej akcji „Więcej tlenu”. Zespół nakręcił ekologiczny teledysk do piosenki o tym samym tytule, a muzyk, promując potrzebę walki ze szkodliwymi dymami i pyłami, pojawił się na billboardach i folderach, w kalendarzach, a nawet na samochodach.
Jest zapalonym kibicem sportowym i angażuje się w życie sportowe swojego rodzinnego miasta: jest autorem słów hymnu drużyny żużlowej TŻ Ostrovia oraz kompozytorem hymnu drużyny piłki ręcznej Arged KPR Ostrovia Ostrów Wielkopolski.
W 2023 z okazji 600. rocznicy nadania Łodzi praw miejskich został uhonorowany medalem jako osoba zasłużona dla miasta.

## Dyskografia
Płyty solowe
- Ósmy dzień tygodnia (2021)
- Offline (2024)

Big Cyc (główny wokal, gitara basowa)
- Z partyjnym pozdrowieniem (1990)
- Nie wierzcie elektrykom (1991)
- Miłość, muzyka, mordobicie (1992)
- Wojna plemników (1993)
- Frankenstein’s Children (1993)
- Nie zapomnisz nigdy (1994)
- Golonka, flaki i inne przysmaki (1995)
- Z gitarą wśród zwierząt (1996)
- Pierwsza komunia, drugie śniadanie, trzecia Rzeczpospolita (1997)
- Wszyscy święci (1999)
- Świat według Kiepskich (2000)
- Zmień z nami płeć (2002)
- Bombowe hity czyli the best of 1988–2004 (2004)
- Moherowe berety (2006)
- Szambo i perfumeria (2008)
- Na barykadzie rokędrola (2009)
- Zadzwońcie po milicję! (2011)
- Wiecznie żywy (2013)
- Big Cyc 25 lat. Przystanek Woodstock 2013 (2014)
- Jesteśmy najlepsi (2015)
- Czarne słońce narodu (2016)
- Dobre bo polskie (2017)
- 30 lat z wariatami (2018)
- Jak słodko zostać świrem (2020)
- Polska muzyka (2020)
- Przystanek wolność (2022)
- Wolność słowa na kartonie (2023)
- Manifesto (2024)

Czarno Czarni (gitara basowa)
- Czarno-Czarni (1998)
- Niewidzialni (2000)
- Jasna strona księżyca (2002)
- Sułtani swingu (2004)
- Nudny świat (2009)
- The Power Of The Dance Floor (2013)
- Najlepsze piosenki (2014)
- Francuska miłość (2017)
- Live! (2022)

Rokosz (gitara basowa)
- Oceany (2007, reedycja)
- Historia polskiego reggae pisana w Ostrowie Wielkopolskim (2020)

## Filmografia
- Fala (1986, jako on sam)
- Broń chemiczna (1991)
- O dwóch takich, co nic nie ukradli (1999)
- Świat według Kiepskich (1999–2021, w czołówce + piosenka)
- O czym szumią kierpce (2000, w czołówce + piosenka)
- Daleko od noszy (2003–2007, w czołówce + piosenka)
- Piotrowsky (2017, jako on sam)

## Książki
- Kontrabas i bumerang, Bellona, 2013,
- Z gitarą przez Antyle, Zysk i S-ka, 2016.